# Klépierre
Klépierre ist ein französisches Unternehmen der Immobilienwirtschaft. 
Das Unternehmen wurde 1990 gegründet und ist Bestandteil des CAC Next 20-Index. Klépierre hat sich auf die Verwaltung von Einkaufszentren in Europa spezialisiert und besitzt 155 Immobilien, davon fünf in Deutschland. Der größte Einzelaktionär ist mit einem Anteil von 22,3 % die US-amerikanische Simon Property Group. Im Jahr 2015 übernahm Klépierre die niederländische Corio N.V.